# مردمک هاچینسون
مردمک هاچینسون (انگلیسی: Hutchinson's pupil) نشانه‌ای بالینی است که در آن مردمک در سمتی از مغز که دارای یک ضایعه یا توده است، گشاد شده و به نور واکنش نشان نمی‌دهد، که دلیلش فشردگی عصب سوم مغزی (عصب حرکتی چشم) در همان سمت ضایعه است. این علامت به افتخار سِر جاناتان هاچینسون نامگذاری شده است. مردمک هاچینسون ممکن است به‌دلیل آسیب ضربه مغزی رخ دهد که با هماتوم ساب‌دورال و بی‌هوش شدن بیمار همراه است.